# Shirakawa, Fukushima
Shirakawa (japanska: 白河市?, Shirakawa-shi) är en stad i Fukushima prefektur i Japan. Staden fick stadsrättigheter 1949.